# 산로마노인가르파냐나
산로마노인가르파냐나(이탈리아어: San Romano in Garfagnana)는 이탈리아 토스카나주 루카도에 있는 코무네이다. 피렌체에서 북서쪽으로 80km, 루카에서 북서쪽 40km 거리에 있다.